# Juan Luis González (periodista)
Juan Luis González (Buenos Aires, 1992) es un periodista político, biógrafo, profesor y escritor argentino, reconocido por su investigación sobre el presidente de la República Argentina, Javier Milei, volcada en su libro El loco.
Es conductor en FM Milenium, trabaja y escribe en la sección política de la Revista Noticias desde el 2015, es colaborador de la Revista Anfibia desde 2021, y profesor de Periodismo de Investigación en la escuela de periodismo del Diario Perfil desde 2018.

## Biografía
Nació en la ciudad argentina de Buenos Aires, radicándose en el barrio de Flores. Estudió Periodismo en el Taller Escuela Agencia de Periodismo (TEA) y estudia Historia en la Universidad de Buenos Aires (UBA).

## Labor periodística
Incursionó en el periodismo a partir de 2012. Trabajó como productor en AM 750, como coconductor en Radio Rebelde AM 740, columnista de Historia Radio Sur FM 88.3 y AM1270, y como corrector en Editorial Planeta. Además realizó la investigación periodística para el libro La noticia deseada, de Miguel Wiñazki.
En el año 2017, La Asociación de Entidades Periodísticas Argentinas (ADEPA) le otorgó el Premio a la Libertad de Prensa por su entrevista a Alberto «La Liebre» Gómez, ex comisario de Pinamar, condenado a prisión perpetua por liberar la zona donde se perpetraría el crimen del reportero gráfico José Luis Cabezas.
En julio de 2023, publicó su primer libro El loco una investigación a modo de biografía no autorizada sobre el entonces candidato a presidente de Argentina, Javier Milei, donde se aborda su vida, su carrera política dentro de La Libertad Avanza, sus vínculos con el empresariado argentino, y sus facetas personales. El 1 de noviembre de 2023, el Foro de Periodismo Argentino (FOPEA) le otorgó el premio a Mejor Libro de Investigación del Año por su investigación.
El 5 de noviembre de ese año, realizó el guion e investigación Sin control. El universo de Javier Milei, un pódcast documental que adaptaba su libro, coproducido entre Anfibia Podcast y El País.
En mayo de 2024, publicó una reedición de El loco para Ediciones Península bajo el nombre El loco: Javier Milei, el hombre que obedece a su perro.
En abril de 2025 anunció la publicación del libro Las fuerzas del cielo.

## Reconocimientos
En julio de 2024, La Red Global de Periodismo (GIJN), reconoció a Sin control como uno de los mejores podcast de Latinoamérica en una selección trabajos de investigación política.

## Obras

### Libros
- El loco (2023) Buenos Aires, Editorial Planeta. ISBN 978-950-49-8289-0[21]
- Las fuerzas del cielo (2025) Buenos Aires, Editorial Planeta. ISBN 978-950-49-8971-4

## Premios
| Año  | Premio                       | Otorgado por                                     | Resultado | Ref    |
| ---- | ---------------------------- | ------------------------------------------------ | --------- | ------ |
| 2017 | "A la Libertad de Prensa"    | Asociación de Entidades Periodísticas Argentinas | Ganador   | [ 22 ] |
| 2023 | Mejor Libro de Investigación | Foro de Periodismo Argentino                     | Ganador   | [ 23 ] |